# مخطط أرمينيا
مخطط تمهيدي لبلدة أرمينيا
المخطط التالي تم انشائه ليكون نطرة عامة موجزة ودليل مساعد لمعرفة ارمينيا
ارمينيا هي بلد جبلي محاط بالكامل باليابسة، تقع على تقاطع غرب آسيا مع شرق أوروبا، في منطقة جنوب القوقاز في اوراسيا.
منظمة الاتحاد السوفيتي السابقة، أرمينيا هي وحدة متكاملة، متعددة الجوانب، دولة قومية ديمقراطية ذات تراث ثقافي وتاريخ عتيق.

## جغرافية ارمينيا
1. ارمينيا: هي بلد محاطة باليابسة ومحجوبة عن البحر.
2. الموقع:

النصف الشمالي والنصف الغربي.
1. اوراسيا.
2. اسيا: اسيا الجنوبية، القوقاز (شمال القوقاز).
3. أوروبا: شرق أوروبا.

### وقت المنطقة
```
وقت ارمينيا زيادة عن وقت خط غرينيتش بأربع ساعات.
```

1. النقاط المتطرفة من ارمينيا:

اعلى نقطة: مرتفع اراغاتس (4,090 م) (13و419 قدم).
1. اخفض نقطة: نهر ديبيد (400 م) (1,312قدم).
2. الحدود البرية: (1,254 كم).

- أذربيجان 787 كم.
- تركيا 268 كم.
- جورجيا 164 كم.

1. إيران 35 كم.

- خط الساحل: لا يوجد.
- سكان ارمينيا: 3,321,900 , يأخذ المرتبة 135 من حيث عدد السكان.
- مساحة ارمينيا: 29,800 متر مربع (11,500 ميل مربع), يأخذ المرتبة 142 من حيث المساحة وكبر البلد.

## بيئة ارمينيا
- مناخ ارمينيا.
- جيولوجيا ارمينيا.
- المناطق المحمية من ارمينيا.
- المنتزهات الوطنية في ارمينيا.
- الحياة البرية في ارمينيا.
- حيوانات ارمينيا: طيور ارمينيا، ثديات ارمينيا.

## الميزات الجغرافية الطبيعية في ارمينيا
- الجزر في ارمينيا.
- البحيرات في ارمينيا.
- المرتفعات في ارمينيا.
- البراكين في ارمينيا.
- الانهار في ارمينيا.
- مواقع التراث العالمي في ارمينيا.

## التقسيمات الادارية لبلدة ارمينيا
- محافظات ارمينيا: ارمينيا تقسم إلى عشرة محافظات وقسم ادراي خاص للعاصمة (يريفان).
- يريفان
- شيراك
- ارمافير
- لوري
- ارارات
- كوتايك
- جيفاركونيك
- سيونيك
- اراغاتسوتن
- تافوش
- فايوتش دزور

## المدن في ارمينيا
- العاصمة: يريفان.
- مدن ارمينيا: يريفان.

### الحكومة والسياسة في ارمينيا
- شكل الحكم: ارمينيا جمهورية قومية ديمقراطية تمثيلية شبه رئاسية.
- الفرع التنفيذي لحكومة ارمينيا:
- رئيس الدولة: رئيس ارمينيا، سرج سركسيان.
- رئيس الحكومة: رئيس وزراء ارمينيا، هوفيك ابراهاميان.
- الفرع التشريعي لحكومة ارمينيا:
- برلمان ارمينيا (من مجلس واحد).
- ازغايين زوغوف.
- عضوية المنظمة الدولية

جمهورية ارمينيا هي عضو في كل من:
- المصرف العربي للتنمية الاقتصادية في أفريقيا (مراقب)
- بنك التنمية الآسيوي
- منطقة التعاون الاقتصادي لمنطقة البحر الأسود
- منظمة معاهدة الأمن الجماعي
- كومنولث الدول المستقلة
- مجلس أوروبا
- الجماعة الاقتصادية الأوروبية الآسيوية (مراقب)
- مجلس الشراكة الأوروبي الأطلسي
- البنك الأوروبي للإنشاء والتعمير
- منظمة الأغذية والزراعة

-الاتحاد العام لنقابات العمال
-الوكالة الدولية للطاقة الذرية
-البنك الدولي للإنشاء والتعمير
-منظمة الطيران المدني الدولي
-المحكمة الجنائية الدولية (الموقعة)
-المنظمة الدولية للشرطة الجنائية (الانتربول)

## القانون والنظام في ارمينيا
-عقوبة الإعدام في ارمينيا
-دستور ارمينيا.
-الفساد في ارمينيا.
-الجريمة في ارمينيا.
-حقوق الإنسان في ارمينيا:
حقوق المثليين في ارمينيا.
حرية الدين في ارمينيا.
-تطبيق القانون في ارمينيا.
•	الجيش في ارمينيا.
-القيادة:
القائد العام للقوات المسلحة.
وزارة الدفاع في ارمينيا.
•	-القوات:
جيش ارمينيا.
البحرية في ارمينيا: لا يوجد.
القوات الجوية في ارمينيا.
-التاريخ العسكري لأرمينيا.
-الرتب العسكرية لأرمينيا.
-الحكومة المحلية في ارمينيا.
الحكومة المحلية في ارمينيا.
-تاريخ ارمينيا:
•	التاريخ العسكري لارمينيا
-ثقافة ارمينيا:
•	الثقافة:
-عمارة ارمينيا.
-مطبخ ارمينيا.
-قائمة المتاحف في أرمينيا
-الأقليات العرقية في أرمينيا
-لغات أرمينيا
-وسائل الإعلام في أرمينيا
-الرموز الوطنية لأرمينيا
شعار النبالة في أرمينيا
علم أرمينيا
النشيد الوطني لأرمينيا
-شعب أرمينيا
-العطل الرسمية في أرمينيا
-الدين في أرمينيا
المسيحية في أرمينيا
الهندوسية في أرمينيا
الإسلام في أرمينيا
اليهودية في أرمينيا
-مواقع التراث العالمي في أرمينيا
•	الفن في ارمينيا:
-سينما أرمينيا
-أدب أرمينيا
-موسيقى أرمينيا
-التلفزيون في أرمينيا
•	الرياضة في أرمينيا
-كرة القدم في أرمينيا
-أرمينيا في الأولمبياد

## الاقتصاد والبيئة التحتية في ارمينيا
اقتصاد أرمينيا.
•	الرتبة الاقتصادية، بالناتج المحلي الإجمالي الاسمي (2007): 121 (مائة وواحد وعشرون).
•	الزراعة في أرميني
ا
•	البنوك في أرمينيا.
-البنك الوطني لارمينيا.
•	الاتصالات في أرمينيا
- الإنترنت في أرمينيا
• شركات أرمينيا
•	عملة أرمينيا: الدرام
-ISO) 4217: AMD).
•	الطاقة في أرمينيا
•	التعدين في أرمينيا
•	السياحة في أرمينيا
-سياسة فيزا أرمينيا
•	النقل في أرمينيا
-المطارات في أرمينيا
- النقل بالسكك الحديدية في أرمينيا
- الطرق في أرمينيا

## التعليم في أرمينيا
•	الجامعات:
-جامعة يريفان الحكومية.
-جامعة يريفان الطبية الحكومية.
-الجامعة الوطنية البوليتكنيك في أرمينيا.
-الجامعة الأمريكية في أرمينيا
•	المدارس:
-التومو.
-مدارس أيب.
-مدارس اللغة الأرمينية خارج أرمينيا